# سافانا (تينيسي)
سافانا (بالإنجليزية: Savannah, Tennessee)‏ هي مدينة تقع بولاية تينيسي في وسط شرق الولايات المتحدة. تأسست عام 1820s، تبلغ مساحة هذه المدينة 14.8 (كم²)، وترتفع عن سطح البحر 135 م، بلغ عدد سكانها 6917 نسمة في عام 2010 حسب إحصاء مكتب تعداد الولايات المتحدة وتصل الكثافة السكانية فيها 466.2 نسمة/كم2.

## التركيبة السكانية
حدّد مكتب تعداد الولايات المتحدة بيانات التركيبة السكانية لسافانا في تعداد الولايات المتحدة. في ما يلي، التركيبة السكانية حسب تعدادي 2000 و2010.

### تعداد عام 2000
بلغ عدد سكان سافانا 6,917 نسمة بحسب تعداد عام 2000، وبلغ عدد الأسر 2,915 أسرة وعدد العائلات 1,862 عائلة مقيمة في المدينة. في حين سجلت الكثافة السكانية 401.5 نسمة لكل كيلومتر مربع (1,039.9/ميل2). وبلغ عدد الوحدات السكنية 3,206 وحدة بمتوسط كثافة قدره 186.1 لكل كيلومتر مربع (482.0/ميل2).
وتوزع التركيب العرقي للمدينة بنسبة 89.79% من البيض و8.56% من الأمريكيين الأفارقة و0.22% من الأمريكيين الأصليين و0.29% من الأمريكيين ذوي الأصول الآسيوية و0.01% من سكان جزر المحيط الهادئ و0.35% من الأعراق الأخرى و0.78% من عرقين مختلطين أو أكثر و1.13% من الهسبانيون أو اللاتينيون من أي عرق.
بلغ عدد الأسر 2,915 أسرة كانت نسبة 30.6% منها لديها أطفال تحت سن الثامنة عشر تعيش معهم، وبلغت نسبة الأزواج القاطنين مع بعضهم البعض 45.3% من أصل المجموع الكلي للأسر، ونسبة 15% من الأسر كان لديها معيلات من الإناث دون وجود شريك،  بينما كانت نسبة 3.6% من الأسر لديها معيلون من الذكور دون وجود شريكة وكانت نسبة 36.1% من غير العائلات. تألفت نسبة 32.8% من أصل جميع الأسر من عدة أفراد يعيشون في نفس المنزل ونسبة 15.8% كانت تتألف من شخص يعيش بمفرده يبلغ من العمر 65 عاماً أو أكثر. وبلغ متوسط حجم الأسرة المعيشية 2.25، أما متوسط حجم العائلات فبلغ 2.83.
بلغ العمر الوسطي للسكان 41.0 عاماً. وكانت نسبة 22.4% من القاطنين تحت سن الثامنة عشر، وكانت نسبة 8.5% بين الثامنة عشر والرابعة والعشرين عاماً، ونسبة 23.7% كانت واقعةً في الفئة العمرية ما بين الخامسة والعشرين والرابعة والأربعين عاماً، ونسبة 23.4% كانت ما بين الخامسة والأربعين والرابعة والستين، ونسبة 16.6% كانت ضمن فئة الخامسة والستين عاماً فما فوق. يوجد لكل 100 أنثى 86.6 ذكر، ويوجد لكل 100 أنثى في الثامنة عشر من عمرها فما فوق 80.9 ذكر.
بلغ متوسط دخل الأسرة في المدينة 22,779 دولارًا، أما متوسط دخل العائلة فبلغ 29,771 دولارًا. وكان متوسط دخل الذكور 26,311 دولارًا مقابل 20,219 دولارًا للإناث. وسجل دخل الفرد الخاص بالمدينة 15,101 دولارًا. وكانت نسبة 20.7% من العائلات ونسبة 23.9% من السكان تحت خط الفقر، وكان من هؤلاء نسبة 29.1% تحت سن الثامنة عشر ونسبة 16.5% في الخامسة والستين من العمر وما فوق.

### تعداد عام 2010
بلغ عدد سكان سافانا 6,982 نسمة بحسب تعداد عام 2010، وبلغ عدد الأسر 2,870 أسرة وعدد العائلات 1,766 عائلة مقيمة في المدينة. في حين سجلت الكثافة السكانية 405.2 نسمة لكل كيلومتر مربع (1,049.5/ميل2). وبلغ عدد الوحدات السكنية 3,290 وحدة بمتوسط كثافة قدره 190.9 لكل كيلومتر مربع (494.4/ميل2).
وتوزع التركيب العرقي للمدينة بنسبة 87.22% من البيض و7.91% من الأمريكيين الأفارقة و0.47% من الأمريكيين الأصليين و0.64% من الأمريكيين ذوي الأصول الآسيوية و0.01% من سكان جزر المحيط الهادئ و1.22% من الأعراق الأخرى و2.52% من عرقين مختلطين أو أكثر و3.18% من الهسبانيون أو اللاتينيون من أي عرق.
بلغ عدد الأسر 2,870 أسرة كانت نسبة 30.3% منها لديها أطفال تحت سن الثامنة عشر تعيش معهم، وبلغت نسبة الأزواج القاطنين مع بعضهم البعض 38.6% من أصل المجموع الكلي للأسر، ونسبة 17.7% من الأسر كان لديها معيلات من الإناث دون وجود شريك،  بينما كانت نسبة 5.3% من الأسر لديها معيلون من الذكور دون وجود شريكة وكانت نسبة 38.5% من غير العائلات. تألفت نسبة 34.1% من أصل جميع الأسر من عدة أفراد يعيشون في نفس المنزل ونسبة 16.7% كانت تتألف من شخص يعيش بمفرده يبلغ من العمر 65 عاماً أو أكثر. وبلغ متوسط حجم الأسرة المعيشية 2.33، أما متوسط حجم العائلات فبلغ 2.95.
بلغ العمر الوسطي للسكان 40.9 عاماً. وكانت نسبة 22.6% من القاطنين تحت سن الثامنة عشر، وكانت نسبة 9.6% بين الثامنة عشر والرابعة والعشرين عاماً، ونسبة 22.8% كانت واقعةً في الفئة العمرية ما بين الخامسة والعشرين والرابعة والأربعين عاماً، ونسبة 24.9% كانت ما بين الخامسة والأربعين والرابعة والستين، ونسبة 20.1% كانت ضمن فئة الخامسة والستين عاماً فما فوق. وتوزع التركيب الجنسي للسكان بنسبة 45.1% ذكور و54.9% إناث.

## أعلام
- غرانفيل هينتون
- توم هامبتون
- تشارلز فيرغسون سميث
- جون بارنهيل
- دبليو. إتش إل. والاس

## وصلات خارجية
- cityofsavannah.org
- The US50 - Cities and Towns in Tennessee State